# Protozoología

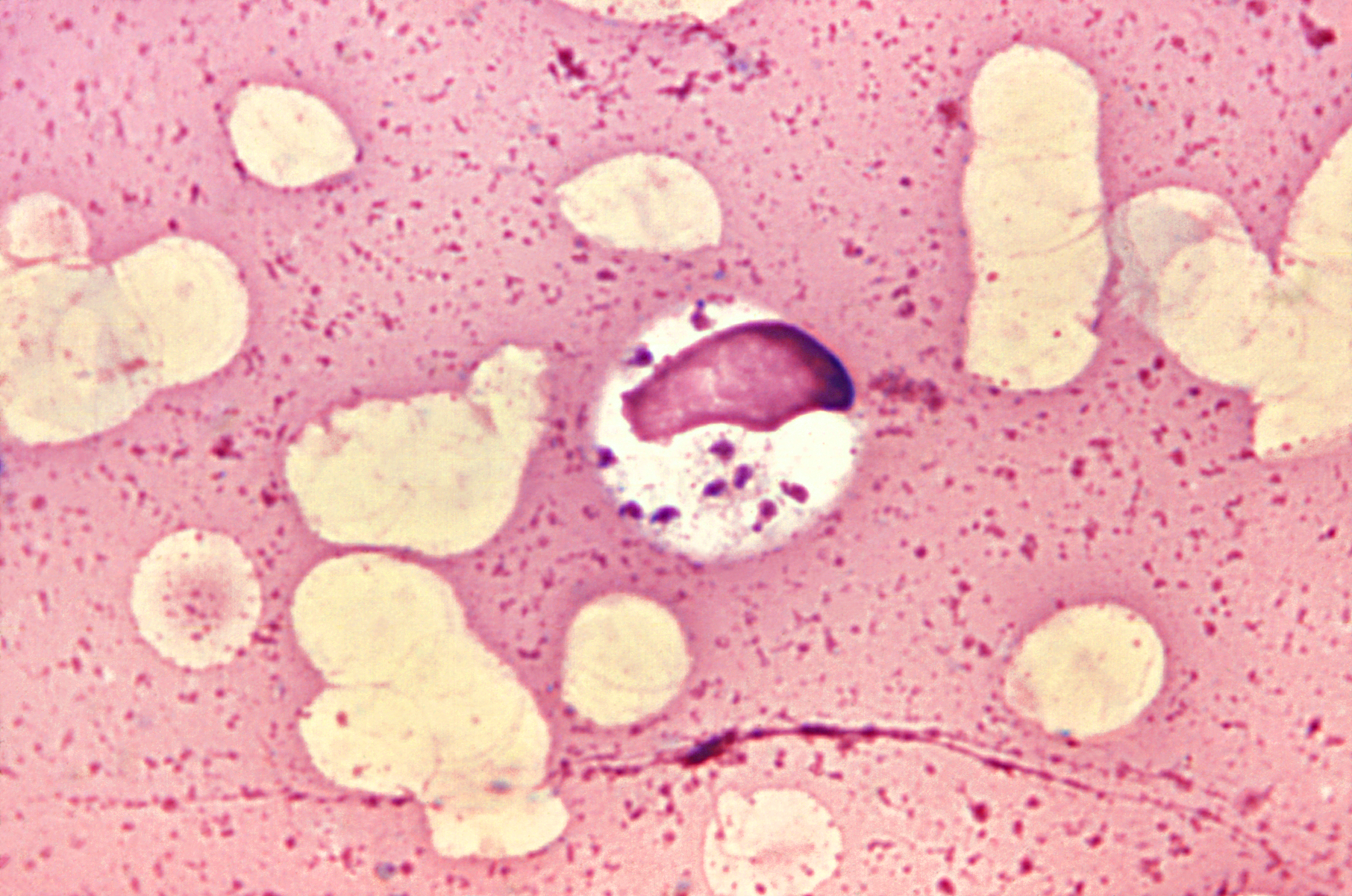
Vista de los protozoos

La protozoología es el estudio de los protozoos, los protistas del tipo animal (los que son la motilidad celular y los heterótrofos). Este término se hizo obsoleto mientras que nuestro entendimiento de la relación evolucionaria de la célula eucariota ha mejorado mucho, sin embargo, hay una corriente minoritaria que considera al reino Protozoa como un nuevo concepto evolutivo.
Esta ciencia se inició a finales del siglo XVII por el científico Anton van Leeuwenhoek de los Países Bajos. Observó por primera vez los protozoarios gracias a sus mejoras en el microscopio.